# خاچاطور کانایان
خاچاطور مکرتچی کانایان (ارمنی: Խաչատուր Մկրտչի Կանայան؛  زادهٔ ۲۷ اکتبر ۱۸۸۱ - درگذشته ۲۲ ژانویهٔ ۱۹۷۶) زبان‌شناس، آموزگار اهل ارمنستان بود.

## زندگی‌نامه
وی در ۸ نوامبر [سبک قدیمی: ۲۷ اکتبر] ۱۸۸۱ در ایغدیر به دنیا آمد و دانشکده علوم الهی گئورگیان اچمیادزین (۱۹۰۵) فارغ‌التحصیل گشت. همچنین برندهٔ جوایزی همچون مدال خاچاطور آبوویان (۱۹۶۹ و ۱۹۷۲) و نشان پرچم سرخ کار (۱۹۶۱) شده است. وی در ۲۲ ژانویهٔ ۱۹۷۶ در سن ۹۴ سالگی در ایروان درگذشت.